# Bucureșci
Bucureșci – wieś w Rumunii, w okręgu Hunedoara, w gminie Bucureșci. W 2011 roku liczyła 562 mieszkańców.